# Partido Liberación Nacional
El Partido Liberación Nacional (PLN) es un partido político costarricense que se sitúa entre la centroderecha, y la centroizquierda  del espectro político, además de socialdemócrata. Es uno de los dos partidos tradicionales del país y el más antiguo de los actuales partidos políticos legalmente inscritos ante el Tribunal Supremo de Elecciones. Es la primera fuerza de oposición en la Asamblea Legislativa de Costa Rica, donde además tiene la fracción más grande.
Fundado el 12 de octubre de 1951, remonta sus orígenes a la unificación del Partido Social Demócrata y el Movimiento de Liberación Nacional, después de que una guerra civil se suscitara en el país entre dos bandos, la alianza de los calderonistas (socialcristianos) y comunistas, y la alianza de los opositores que incluían a sectores de la oligarquía nacional, cafetaleros, intelectuales y socialdemócratas, de entre los cuales se encontraba José María Figueres Ferrer, del Partido Acción Demócrata, quien encabezó el Movimiento de Liberación Nacional y lo conllevó a la victoria. Posteriormente, el partido se colocaría como uno de los dos representantes del bipartidismo en el país, llegando a alternarse en el poder con el Partido Unidad Social Cristiana hasta el quebranto de este en la primera década del siglo XXI, cuando otros partidos tomarían papeles más significativos en la política costarricense.
Desde su fundación, 7 liberacionistas, a través de 9 elecciones presidenciales, han servido como presidente de Costa Rica, siendo la más reciente Laura Chinchilla Miranda (trocha), quien fue elegida como la 46° presidente mediante las elecciones presidenciales de 2010, colocándose como la primera mujer costarricense elegida para ese cargo desde que se permitió el voto femenino en 1949.  En la elección presidencial de 2022, el partido, mediante la candidatura de José María Figueres, obtendría el segundo puesto en el balotaje, siendo la primera vez en la historia del partido que está fuera del poder por tres períodos consecutivos. Actualmente, tras las elecciones legislativas de 2022 y las elecciones municipales de 2020, el partido cuenta con 19 escaños en la Asamblea Legislativa. Además, ostenta la alcaldía de 42 cantones del país, incluida la ciudad capital, así como 186 regidurías en los diferentes Concejos Municipales.
A la tendencia política del partido político se le llama liberacionismo (izquierda). Es además integrante de la Internacional Socialista y de la Conferencia Permanente de Partidos Políticos de América Latina. Además cuenta con una organización juvenil, la Juventud Liberacionista, así como una organización estudiantil, el Movimiento Universitario Liberacionista.

## Historia

### Antecedentes
Dentro del movimiento político ideológico nacional de los años 40 se encontraba, por un lado, el Centro para el Estudio de Problemas Nacionales; un generación un poco mayor, del cortesismo (Partido Demócrata), Y por otro lado, había otros grupos  que también se dedicaban al estudio de los problemas nacionales y a proponer planteamientos; entre ellos, el que llamaban Grupo de Don Ángel Coronas que en 1943 publicó el Ideario Costarricense.[cita requerida]
En 1938, un grupo de estudiantes de la Escuela de Derecho, se reunían para convertirse en un grupo que estudiaría los problemas estudiantiles del país. Dicho grupo fue llamado Asociación de Estudiantes de Derecho. Después, se organizaron y formaron el Consejo Estudiantil Universitario, cuyo presidente fue Jorge Rossi Chavarría. En 1940, se interesan en formar un grupo que tuviera proyección a nivel nacional, al cual llamaron, bajo la guía del profesor Roberto Brenes Mesén y el pensamiento del licenciado Rodrigo Facio Brenes, Centro de Estudios de los Problemas Nacionales.
El 8 de julio de 1942, José María Figueres Ferrer por medio de la emisora radial, radio América Latina, expone un discurso, donde denuncia actos de corrupción por parte del gobierno de ese momento de Rafael Ángel Calderón Guardia. Sin poder terminar su discurso, autoridades oficiales toman la estación y Figueres es apresado y encarcelado. Cuatro días después es enviado al exilio. Regresó a Costa Rica en 1944 y se unió a las fuerzas opositoras al gobierno, las cuales ganaron las elecciones de 1948, sin embargo, el Congreso Constitucional decidió anular el triunfo de la oposición.
Mientras tanto, el Centro para el Estudio de los Problemas Nacionales había iniciado su expansión al resto del país, y en las elecciones de ese año, 1944, se dio a la tarea de analizar los planteamientos e ideologías de los dos partidos con opción de triunfo, el Partido Demócrata y el Partido Republicano del Dr. Rafael Ángel Calderón Guardia en ese momento en el poder.
El Centro decide fusionarse con el grupo Acción Demócrata, y conforma el Partido Social Demócrata, el 10 de marzo de 1945, con el lema: "Libertad y Justicia Social".
Debido a que las elecciones de 1948 fueron anuladas, se produce la llamada Revolución del 48 entre dos bandos, la alianza de calderonistas (socialcristianos) y comunistas liderados por Rafael Ángel Calderón Guardia y Manuel Mora Valverde respectivamente, y la alianza de opositores que incluían a sectores de la oligarquía nacional, cafetaleros, intelectuales, socialdemócratas, entre otros. Principalmente acaudillados por Otilio Ulate Blanco del conservador Partido Unión Nacional, y José Figueres Ferrer, del socialdemócrata Acción Demócrata, que encabezaron el Ejército de Liberación Nacional. La guerra civil fue finalmente ganada por el bando figuerista.

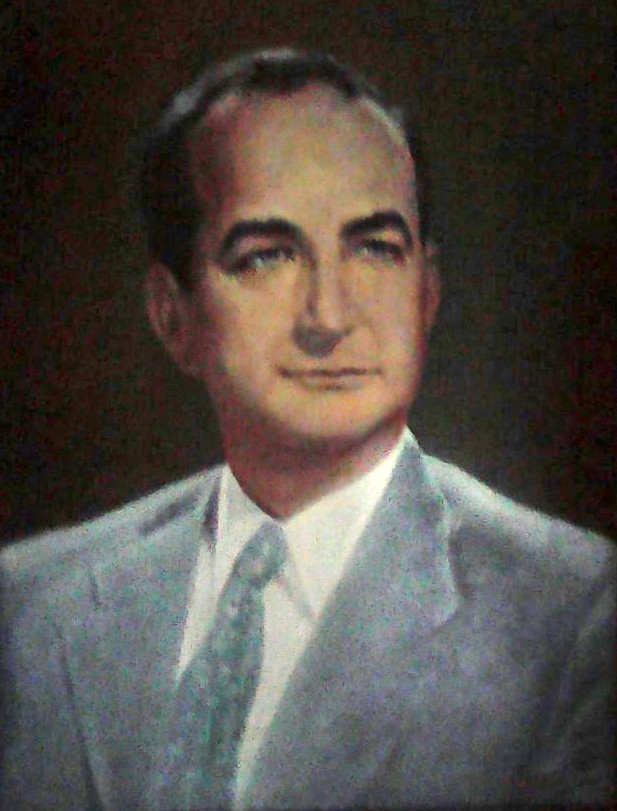
José Figueres Ferrer, el caudillo que salió victorioso de la guerra civil de 1948 fue el fundador del PLN y de la Segunda República. Uno de los personajes más polémicos y reconocidos de la historia costarricense.

En 1949, Figueres en su papel de jefe de la junta de gobierno, durante su gestión nacionaliza la Banca, decreta la abolición del ejército, el sufragio femenino y el final de la segregación racial hacia las personas de ascendencia afrodescendiente. Entrega el poder al legítimo ganador de las elecciones Otilio Ulate Blanco.
Los integrantes del Partido Social Demócrata y los integrantes del Movimiento de Liberación Nacional se unen, y el 12 de octubre de 1951, en el cantón de San Ramón, se funda el Partido Liberación Nacional. Los fundadores más destacados fueron: José Figueres Ferrer, Francisco José Orlich Bolmarcich, Jorge Rossi Chavarría, Daniel Oduber Quirós, Rodrigo Facio Brenes, Eugenio Rodríguez Vega y otros.

### Partido dominante
Participó por primera vez como partido político oficial en 1953 postulando a José María Figueres en unas elecciones donde solo se presentó otro candidato, Fernando Castro Cervantes del Partido Demócrata. Tanto el calderonismo como el comunismo estaban proscritos. Figueres ganó con el 64% de los votos. Para el siguiente cuatrienio se da la primera división interna. Jorge Rossi Chavarría pierde en las elecciones internas contra José Francisco Orlich y sus seguidores (la "facción rossista") se separan del PLN y forman el Partido Independiente, por lo que la socialdemocracia va separada a las elecciones. Rossi obtuvo 10% de los votos y al final el candidato opositor de derecha, Mario Echandi Jiménez, obtiene el triunfo sobre Orlich con el 46% de los votos. Echandi había prometido en campaña que de ganar haría volver al Dr. Calderón Guardia que estaba exiliado en México y al resto de la familia Calderón, con lo que absorbió el voto calderonista. Cumplió su palabra y además de permitir el regreso de Calderón inició un proceso de reconciliación nacional, aunque la izquierda seguía estando ilegalizada.

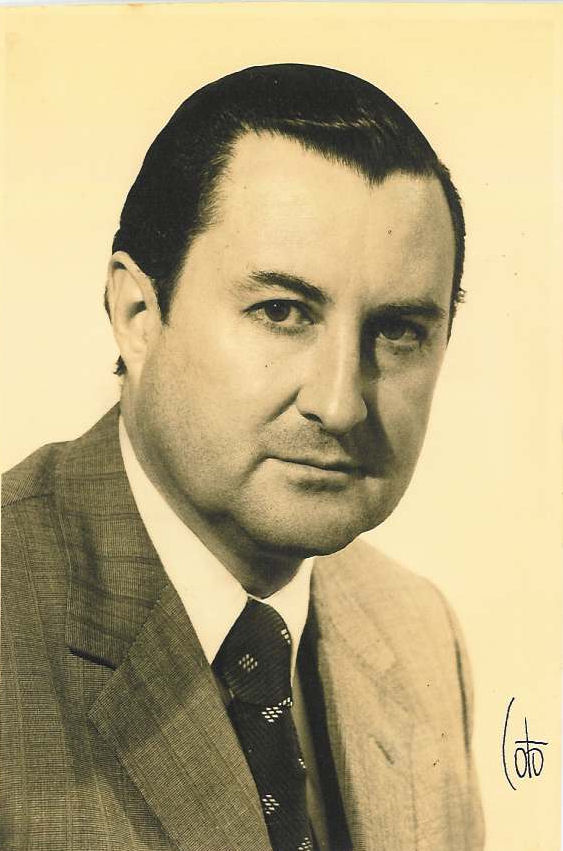
Jorge Rossi Chavarría fue uno de los fundadores del PLN.

Legalizado de nuevo el calderonismo, Calderón se postula como candidato en 1962, pero es derrotado por Orlich quien gana con el 50% de los votos en una campaña en plena Guerra Fría y con la revolución cubana reciente en donde los candidatos principales se acusaban mutuamente de tener vínculos con el comunismo (al calderonismo por haber sido aliado de los comunistas antes del 48 y al liberacionismo por su naturaleza socialista).
Durante la administración Orlich se introdujo a Costa Rica en el Mercado Común Centroamericano (MCCA), se construyó el edificio del Hospital Nacional de Niños, se inició la construcción de los edificios de la nCorte Suprema de Justicia en SAn José y el del Banco Central de Costa Rica.
En las elecciones de 1966, el PLN pasa de nuevo a la oposición al ser derrotados por el candidato del Partido Unificación Nacional, José Joaquín Trejos Fernández, quien tenía el apoyo de Calderón Guardia y de Otilio Ulate Blanco, antiguo enemigo de Calderón y aliado de Figueres que, sin embargo, invirtió sus lealtades a partir de los cincuenta. Trejos, como candidato respaldado por igual por el calderonismo, el ulatismo y el echandismo, venció al candidato liberacionista Daniel Oduber Quirós. Trejos, de ideología liberal, tuvo que gobernar con minoría en la Asamblea y propuso la liberalización de la Banca, pero su propuesta no encontró apoyó en el Parlamento donde el PLN tenía mayoría.
Figueres es reelecto presidente en las elecciones de 1970 convirtiéndose en la única persona durante la Segunda República, hasta el momento, en haber sido presidente en tres ocasiones (si bien solo en dos lo fue por medios democráticos).

### La ruptura de Carazo
En los setenta se da la segunda gran ruptura desde la salida de Rossi, cuando el exdiputado y expresidente del Congreso, Rodrigo Carazo Odio, sale del PLN y funda su propio partido; Renovación Democrática, siendo candidato por el mismo.
En las siguientes elecciones de 1974, el ganador fue Daniel Oduber Quirós, también liberacionista, por lo cual la oposición empieza a percatarse de que el PLN era el partido más grande del país y que solo unida podía vencerlo. A raíz de esto se inician conversaciones entre Rodrigo Carazo, Rafael Ángel Calderón Fournier (hijo de Calderón Guardia y líder del Partido Republicano Calderonista), el expresidente José Joaquín Trejos, Mario Echandi, Jorge González Martén del Partido Nacional Independiente y Carlos Araya Guillén del Partido Demócrata Cristiano, es decir, prácticamente toda la oposición excepto la izquierda marxista, para formar una coalición. Si bien a esta finalmente no pertenecerían ni Echandi ni Martén quienes presentan una candidatura separada, el resto de partidos conforman la Coalición Unidad postulando victoriosamente a Carazo para 1978.

Daniel Oduber había introducido a la Asamblea Legislativa una reforma constitucional que permitía a la izquierda volver a poder inscribirse para participar en las elecciones. Ya en 1970 el Partido Acción Socialista, fundado por un ex-liberacionista, Marcial Aguiluz Orellana, quien había luchado contra los comunistas durante la guerra civil pero luego simpatizó con ellos, había abierto sus filas para que figuras de la vieja izquierda de Vanguardia Popular pudieran participar. Ya para las elecciones de 1978, re-legalizado el comunismo gracias a las reformas instigadas por Oduber, Vanguardia Popular se reinscribe como partido y postula al médico ex-liberacionista Rodrigo Gutiérrez Sáenz. Durante el gobierno de Oduber se construye el puerto de Caldera y gran cantidad de parques nacionales.

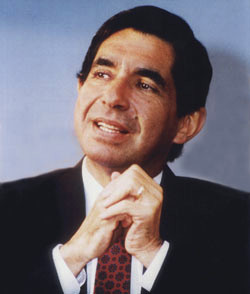
El liberacionista Óscar Arias fue elegido presidente por primera vez en el período 1986-1990, su labor en la negociación del fin de la guerra en Centroamérica le hizo acreedor del Premio Nobel de la Paz

### Período bipartidista
Para las elecciones de 1982, el país se encontraba asolado por una grave crisis económica internacional y estaba al borde de la guerra con Nicaragua debido al conflicto en ese país. A raíz de esto la candidatura del PLN en la persona de Luis Alberto Monge Álvarez obtiene una de las victorias más contundentes de la historia liberacionista con 58% de los votos (casi cerca del 60% que obtuvo Figueres en 1953). Monge promulgó el decreto de neutralidad que declaraba a Costa Rica país neutral ante todas las guerras y conflictos.
En 1986 el candidato es Óscar Arias Sánchez, quien no tenía buenas relaciones con el entonces presidente Monge, sin embargo Arias vence en las primarias a Carlos Manuel Castillo Morales (precandidato apoyado por el figuerismo y el mongismo) y luego ganará las elecciones haciendo campaña en pro de la paz y criticando a Monge por su postura militarista hacia la Nicaragua sandinista. Arias luego ayudaría a negociar los acuerdos de paz que pacificaron Centroamérica lo que le haría acreedor al Premio Nobel de la Paz.
En 1990, el PLN vuelve a la oposición cuando Rafael Ángel Calderón Fournier del Partido Unidad Social Cristiana (producto de la fusión de la Coalición Unidad) vence en las elecciones a su candidato Carlos Manuel Castillo. En 1994, el hijo de José María Figueres Ferrer, José María Figueres Olsen, es candidato por el PLN y obtiene la victoria por sobre Miguel Ángel Rodríguez Echeverría del PUSC. Es durante este período de los noventa y durante las administraciones Arias y Figueres que comienzan a levantarse críticas hacia el PLN acusándolo de haber perdido el rumbo socialdemócrata y de implementar políticas neoliberales y del Consenso de Washington. Monge, por ejemplo, es señalado por la implementación de los primeros Planes de Ajuste Estructural del país. También se empieza a criticar la estrecha relación de cooperación bipartidista entre el PLN y el PUSC con una serie de acuerdos como el Pacto Figueres-Calderón y una débil o permisiva fiscalización cuando uno de los dos partidos era oposición que, según sus críticos, provocaba un ambiente de mutua complicidad ante la corrupción. En este periodo de rígido bipartidismo se acuñó el término peyorativo PLUSC para referirse conjuntamente a los dos partidos mayores.
La Convención Nacional Liberacionista de 1997 se realiza entre los precandidatos José Miguel Corrales Bolaños y Jorge Walter Coto Molina, ambos de tendencias izquierdistas, resultando ganador el primero. Sin embargo, Corrales perdería ante Miguel Ángel Rodríguez (candidato del ala liberal del PUSC) en 1998 haciendo acusaciones de fraude electoral y de que una encuesta privada que le era desfavorable fue publicada el propio día de las elecciones desincentivando el voto. A raíz de esto la legislación costarricense se modificó y actualmente es prohibido a las encuestadoras publicar datos pocos días antes de las elecciones.

### Ruptura del bipartidismo
En el año 2000, se produce el tercer gran cisma de la historia liberacionista con el surgimiento del Partido Acción Ciudadana (PAC), fundado por figuras muy importantes de las filas históricas del PLN, entre ellas Ottón Solís Fallas (exministro, exdiputado y precandidato en los noventa), la ex primera dama Margarita Penón Góngora, exesposa de Arias, el escritor y exdiputado Alberto Cañas, etc. El PAC eventualmente se convertiría en una de las fuerzas políticas principales del país y en uno de los partidos mayores, superando incluso al PUSC en las elecciones de 2006 y 2010, y al mismo PLN en las de 2014 y 2018.
Walter Coto también fue candidato independiente, por medio de la coalición de izquierdas Cambio 2000, pero obtuvo menos del 1% de los votos y no tuvo diputados.
En 2001, se realiza una nueva convención, esta vez los precandidatos son Rolando Araya Monge, José Miguel Corrales de nuevo, y Antonio Álvarez Desanti, resultando ganador el primero. Mientras en el PUSC, entonces partido oficialista, el ganador fue el conocido médico y figura televisiva Abel Pacheco de la Espriella, entonces diputado. Pacheco era un personaje carismático y populista cuya candidatura había emanado de las bases y no de la cúpula calderonista, mientras Araya se encontraba debilitado por asociaciones que le habían hecho a su tendencia con el narcotráfico y la reciente ruptura del ottonismo que había fundado el PAC. Pacheco vencería a Araya tanto en primera como en segunda ronda coronándose presidente y el PLN sufriría la peor derrota de su historia hasta entonces con solo el 33% de los votos.
En el 2004, una polémica resolución de la Sala Constitucional readmite la reelección presidencial, lo que permite al expresidente Óscar Arias ser candidato. La candidatura de Arias, sin embargo, tiene un efecto polarizante en el PLN, los tres precandidatos de la elección anterior; Araya, Corrales y Desanti, todos dejan el PLN por otras opciones políticas. Corrales cofunda el Partido Unión Patriótica y Desanti funda el Partido Unión para el Cambio, pero ambos partidos no tendrían rédito electoral ni obtendrían diputados.
Arias por su parte respaldaba el Tratado de Libre Comercio con Estados Unidos (TLC), adversado por cerca de la mitad de la población y una buena cantidad de sectores liberacionistas (como Luis Alberto Monge, Rolando Araya, entre otros). Ottón Solís del PAC se oponía al tratado abogando por una renegociación. Además por estas fechas se revelaron los escándalos de corrupción Caja-Fischel e ICE-Alcatel que empañaron la imagen de los expresidentes Miguel Ángel Rodríguez Echeverría, Rafael Ángel Calderón y José María Figueres siendo incluso arrestados y enjuiciados los dos primeros. Figueres, en el extranjero nunca fue acusado, pero solo retornó al país cuando las posibles causas habían prescrito.

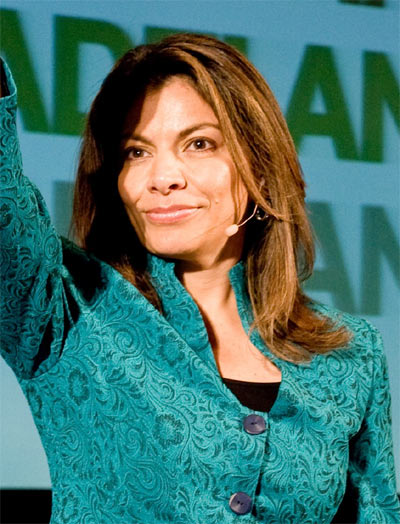
La candidata del PLN en las elecciones de 2010 Laura Chinchilla (trocha) se convirtió en la primera mujer en llegar a la presidencia de Costa Rica.

Debido a estos escándalos y la impopularidad de la administración Pacheco, el PUSC sufrió un duro debacle electoral (su candidato Ricardo Toledo Carranza obtuvo el 3% de los votos). El tema del TLC polarizó a la oposición, los votantes a favor mayormente votaron por Arias y los en contra por Solís del PAC en unas ajustadísimas elecciones donde ambos candidatos tuvieron un empate técnico (42% sobre 41%) y tras un exhaustivo conteo de votos Arias fue declarado presidente, si bien se dieron acusaciones de irregularidades electorales.

### Período post-bipartidista
En la convención de 2009 la vicepresidenta de la República Laura Chinchilla Miranda vence al alcalde de San José, Johnny Araya Monge, convirtiéndose en candidata presidencial y ganadora sobre Ottón Solís del PAC en las elecciones del 2010, convirtiéndose así en la primera mujer presidente de Costa Rica. La administración Chinchilla sufrió de una gran cantidad de escándalos de corrupción y desafíos, situaciones irregulares en cuanto a gestión de obra pública y políticas impopulares, al punto de que por tres años consecutivos fue la mandataria peor valorada de América y obtenía unos márgenes muy bajos de aprobación en la opinión pública, alrededor del 12% según sondeos estadísticos.
En el año 2012 hubo cuatro aspirantes a ser el candidato presidencial del PLN; Rodrigo Arias (hermano y ministro de la presidencia de Óscar Arias), Johnny Araya, Antonio Álvarez Desanti y Fernando Berrocal Soto, sin embargo, ante el abrumador respaldo que recibía Araya en los sondeos, los demás precandidatos retiraron sus aspiraciones y Araya se inscribió como candidato único sin primarias.
En las subsecuentes elecciones presidenciales de 2014 es el segundo partido más votado, después del Partido Acción Ciudadana, sufriendo el peor resultado electoral de su historia; 29% de respaldo popular (inferior incluso a los resultados obtenidos en las elecciones de 2002) y una de las bancadas parlamentarias más pequeñas de su historia, si bien la mayor del plenario, pudiendo pasar a la segunda ronda contra el candidato pacsista Luis Guillermo Solís. Araya renunció a continuar la contienda electoral aduciendo que los sondeos estadísticos que manejaba el partido no le eran favorables. A pesar de la renuncia de Araya, el presidente del partido Bernal Jiménez Monge, el directorio político y el candidato a vicepresidente Jorge Pattoni Sáenz mantuvieron la campaña. Araya perdería en balotaje recibiendo el 22% de los votos frente a Solís que obtuvo un 78% en unas elecciones con un 43% de abstencionismo.
Para las elecciones de 2018, el partido realiza su Convención Nacional en 2017, siendo los candidatos principales el diputado, exministro y expresidente de la Asamblea, Antonio Álvarez Desanti, y el expresidente José María Figueres Olsen, representantes de las tendencias arista y figuerista respectivamente. Ambos tenían posiciones difíciles ya que por un lado Desanti años atrás había renunciado al PLN cuestionándolo ética e ideológicamente y había sido el Jefe de Campaña en 2014 cuando se dio la, hasta entonces, peor derrota de su historia. Figueres por su parte cargaba a cuestas el escándalo del Juicio Caja-Fischel sucedió durante su administración. Desanti venció sobre Figueres en la primaria, pero posteriores negociaciones entre tendencias fueron infructuosas para lograr un acuerdo de unidad, por lo que Figueres no participó en la campaña. Desanti perdería las elecciones obteniendo solo el 18% de los votos y quedando en tercer lugar, siendo la primera vez desde fundado que el partido no era de los dos más votados.  En la elección presidencial de 2018, el partido, mediante la candidatura de Antonio Álvarez Desanti, obtendría el tercer puesto tras el recuento de votos, siendo la primera vez en la historia del partido que obtiene esta posición y que no clasifica a la segunda vuelta electoral.
En las elecciones municipales de 2020 obtuvo cuarenta y dos alcaldías, entre ellas, Alajuela, Heredia, Puntarenas, Desamparados, Goicoechea, Tibás, Santa Ana, San Ramón, San Carlos, Flores, Cañas, Aserrí, entre otros, más el cantón central de San José donde el candidato Johnny Araya Monge vuelve a reelegirse, y el recién fundado cantón de Río Cuarto.

## Filosofía
Consultado sobre el tema de las ideologías, el fundador y principal líder del Partido Liberación Nacional, Pepe Figueres, dijo: "¿Ideologías? Para mí son los dogmas de los que no tienen ideas”, comentario que es acorde con la realidad política costarricense, país donde la política es eminentemente personalista y las posturas programáticas de un partido pueden variar radicalmente de candidato en candidato, así como las ideologías de los mismos con frecuencia pueden volverse cosméticas y adaptarse a la idiosincrasia costarricense.
El pensamiento político del Partido Liberación Nacional es oficialmente socialdemócrata, aunque destacadas figuras dentro del partido o que solían pertenecer al PLN ahora lo cuestionan.
Según sus defensores, la agrupación política sigue la tendencia mundial actual de la socialdemocracia, esbozada en los diferentes documentos de la Internacional Socialista, que analizan la socialdemocracia a la luz de la globalización, en este sentido, el PLN se asemejaría a partidos como el PSOE de España, el SPD de Alemania, el Partido Laborista de Reino Unido, el Partido Colorado de Uruguay, el PRI de México y el APRA de Perú que aseguran seguir siendo socialdemócratas, pero de una manera moderna que utiliza la economía de mercado. Así, algunas destacadas figuras del PLN aseguran ser opuesto tanto al socialismo intervencionista como al capitalismo sin control y el laissez faire, preservando así su carácter socialdemócrata pero con tendencias modernistas (ver Tercera Vía).
Por otro lado, muchos críticos tanto de derecha como de izquierda, han acusado al PLN de haber perdido su rumbo ideológico y de ser un partido neoliberal, capitalista, sumiso a las políticas estadounidenses y al Consenso de Washington, que desprotege al medio ambiente y los sectores productivos vulnerables.
Dichas críticas también provienen de personalidades y sectores dentro del propio PLN como el expresidente Luis Alberto Monge.
Según el libro Partidos Políticos en Costa Rica; trayectoria, situación y perspectiva para el cambio de Gerardo Hernández Naranjo publicado por el socialdemócrata Centro de Estudios Democráticos de América Latina (CEDAL) y la Fundación Friedrich Ebert, 2005, se dice:

Como ya se ha afirmado, otro de los aspectos que han sido señalados como característicos de la situación actual de los partidos políticos, es la falta de claridad en sus orientaciones ideológicas. Esto se ha expresado, en el caso de los partidos mayoritarios tradicionales, por la convergencia en un núcleo neoliberal que prácticamente los ha indiferenciado, sobre todo en la etapa fuerte del bipartidismo. Y aunque los partidos se siguen llamando socialdemócratas y socialcristianos, no está claro que esos referentes ideológicos sean los centrales, sobre toso si se considera el estilo de la gestión gubernamental que han desarrollado en las últimas décadas, así como sus acuerdos básicos sobre las medidas que el país requiere.

En ambos partidos aunque se ha hecho más evidente en el caso del PLN, se han dado disputas internas sobre el sentido de dichas definiciones ideológicas en el actual contexto histórico. Se ha manifestado, reiteradamente, que no pueden seguir siendo pensadas ni utilizadas para definir políticas de la misma forma en que lo fueron entre los años 50 y 70 del siglo anterior. Las disputas ideológicas y de liderazgos, han llevado incluso a escisiones partidarias, sin que se definan claramente nuevos referentes que puedan contribuir a la reconfiguración de las identidades partidarias.

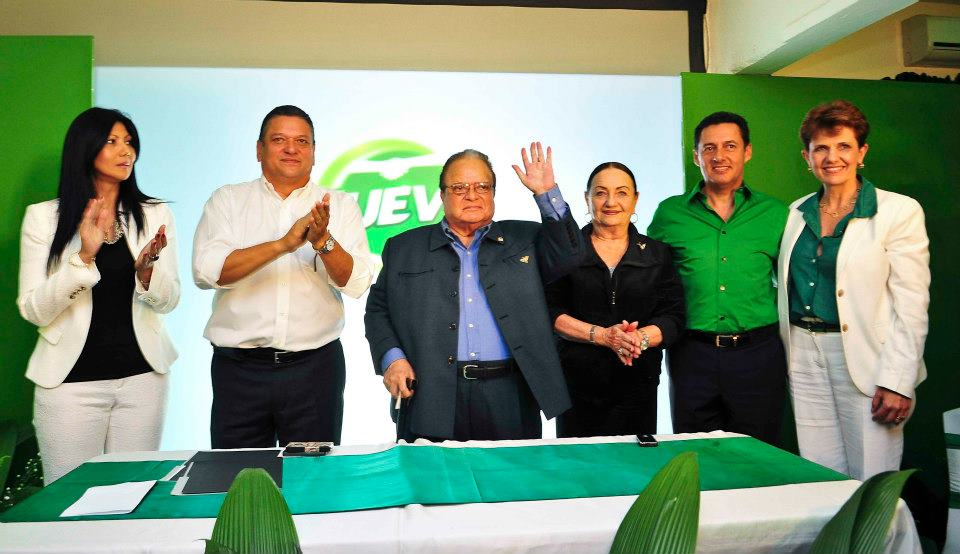
El entonces alcalde de San José Johnny Araya anuncia su candidatura presidencial oficial para las elecciones de 2014 en el Balcón Verde junto a su tío el expresidente Luis Alberto Monge. Araya sufriría la peor derrota electoral en la historia de un candidato liberacionista.

Al renunciar Rolando Araya Monge, excandidato presidencial del PLN que fue ministro, diputado y alcalde entre otras, remitió una carta a la Internacional Socialista donde daba ácidas críticas al PLN, entre otras cosas aduciendo:

En este momento, tan crucial en mi vida, después de más de cuatro décadas de servir en lo que fue la causa liberacionista, reivindico el hecho de que el PLN logró una impresionante obra en favor del pueblo de Costa Rica. Me resulta difícil encontrar otro partido en América Latina que pueda contabilizar semejantes logros. Siento orgullo por mi modesta participación en esas luchas. Sin embargo, de aquellas ilusiones ya no queda nada. Cuando un partido entrega sus principios, empieza su decadencia. Cuando pierde su ética, empieza su destrucción. Liberación Nacional, cuya bandera estuvo en manos del pueblo por décadas, es ahora el instrumento más importante de la hegemonía oligárquica que ha instaurado el actual Gobierno. La irrupción del neoliberalismo y la crisis de las ideas socialdemócratas afectaron al Partido desde hace veinte años. Desde la anterior administración de Óscar Arias, se empezaron a atacar los programas que habían probado su eficacia en la realidad costarricense. Y en esta etapa, después de un atropello a la Constitución Política, realizada a través de una maniobra judicial, Arias regresa al poder, y desde ahí, monta el desmantelamiento de la obra del Partido, plantea un viraje hacia los objetivos del capitalismo salvaje, y recurre a toda clase de arbitrariedades para lograr sus propósitos.

En general es difícil definir formalmente la posición en el espectro del PLN, algunos lo clasifican de centro-derecha, centro e inclusive centro-izquierda, pero en términos generales tiene diferentes tendencias y militantes cuyas posiciones abarcan un amplio abanico desde la derecha a la izquierda. Manuel Alcántara Sáez de la Universidad de Salamanca en un artículo para la Fundación Carolina menciona que:

En términos de la polarización del sistema de partidos hay que señalar que los datos con que se cuentan permiten situar al PAC en un escenario de centro izquierda, al ML en la extrema derecha, al PUSC en la derecha y al PLN en el centro derecha.

Asegura Carlos Revilla, dirigente y columnista liberacionista:

Aunque el PLN se sigue proclamando socialdemócrata, es de todos conocido, que actualmente ese partido es una mezcla de muchas cosas, incluidos —penosamente— hasta pensamiento libertario. Esto se nota claramente en sus dos últimos gobiernos [administraciones Arias y Chinchilla], donde sus jerarcas (ministros especialmente) llegan de cualquier lado, eso si del centro hacia la derecha del espectro.

De forma similar Albrecht Koschützke y Hajo Lanz, directores de la Fundación Friedrich Ebert para Centroamérica comentan al analizar los resultados electorales de 2014 en la región; 

Durante décadas se habían turnado en el gobierno con perfecta regularidad el PLN, de tendencia socialdemócrata-conservadora, y el PUSC, socialcristiano. La aceptación electoral en constante crecimiento del izquierdista Frente Amplio (FA), surgido en 2004, y del PAC, de centro-izquierda, dejaba entrever el cambio de gobierno. Las recientes elecciones en Costa Rica, El Salvador y Honduras permiten alimentar esperanzas de una mayor justicia social y una democracia más participativa, pero todavía no significan un giro a la izquierda en América Central. Son ante todo el resultado de una ostensible pérdida de prestigio de los partidos de derecha que tradicionalmente han gobernado

Y según el catedrático español Manuel Rojas Bolaños, experto en partidos políticos latinoamericanos:

El PLN es un partido que ha sido sólido, pero que ya venía arrastrando una serie de problemas en los últimos tiempos. Es un partido que viene de la tradición socialdemócrata laitnoamericana, pero que ya a partir de finales de la década de los 80 y coincidiendo con la primera presidencia de Óscar Arias empezó a tener un giro hacia el centro y centro derecha del espectro político

Sin embargo, nuevamente, esos términos son coyunturales y dependen mucho de la tendencia dominante del PLN en el momento.

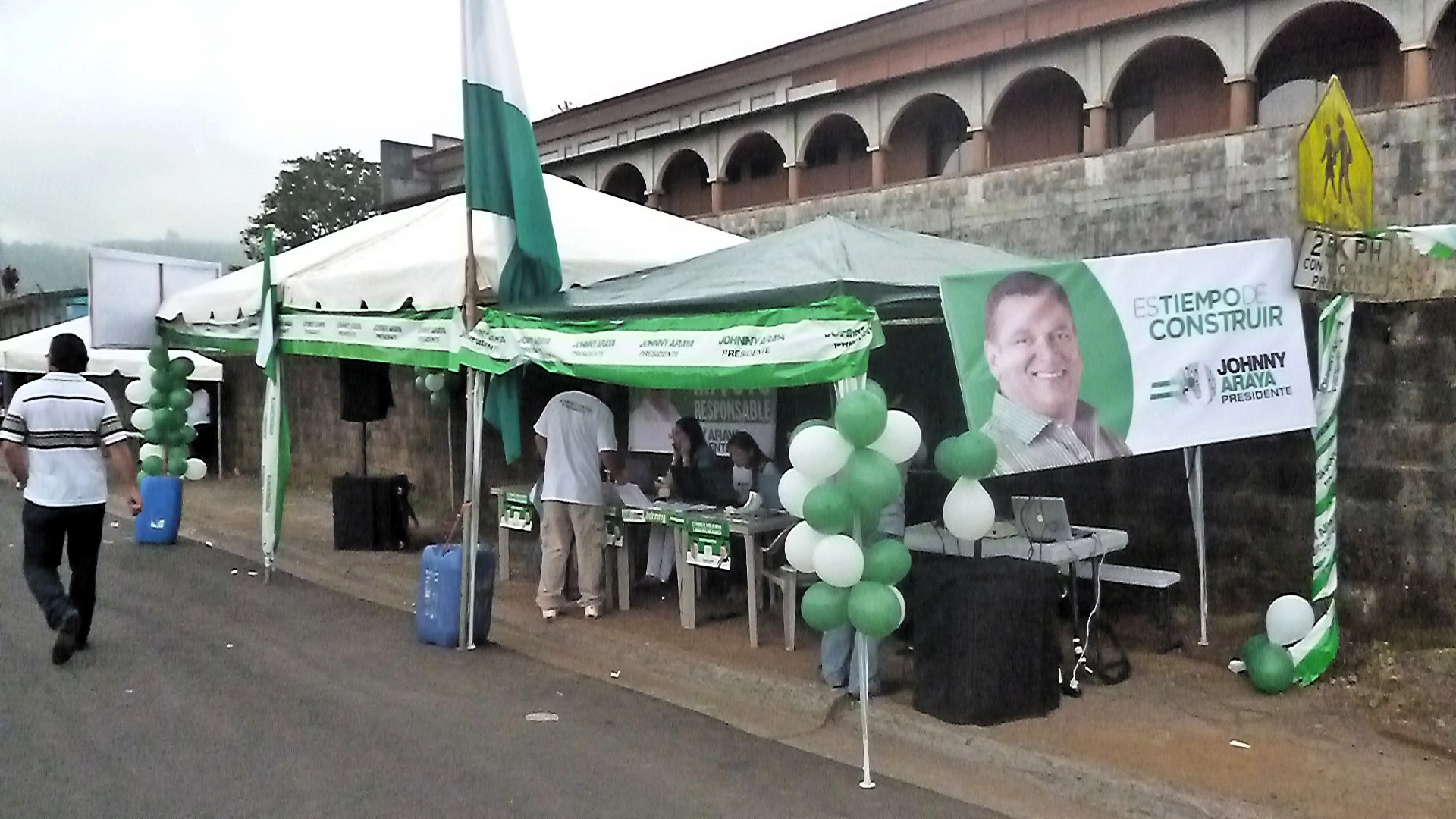
Simpatizantes del Partido Liberación Nacional durante las elecciones de 2014

### Tendencias
En Costa Rica la política es eminentemente personalista. Esto hace que surja con frecuencia dentro de un partido distintas corrientes en torno a caudillos o familias. Dentro del mismo PLN existen tres tendencias principales; el arismo (a la derecha), el mongismo/arayismo (a la izquierda) y el figuerismo en el medio.
El figuerismo es la tendencia, quizás original, de la que surge el Partido Liberación Nacional en torno a la emblemática figura de José Figueres Ferrer, caudillo líder del Ejército de Liberación Nacional y primer presidente democráticamente electo de la Segunda República y del PLN, no obstante otros partidos políticos también se adjudican como defensores de los principios ideológicos figueristas. Figueres se proclamaba a sí mismo socialista utópico. Distintas figuras de la familia Figueres han ejercido diversos cargos políticos.
El arismo surge en los años ochenta en torno a Óscar Arias Sánchez y su hermano Rodrigo. Para sus defensores promueve una salida del socialismo ortodoxo y estatista hacia nuevas versiones más modernas de desarrollo económico y políticas liberales de mercado. Sus detractores en general lo consideran un movimiento ideológico antisocialdemócrata, neoliberal y derechista.
El mongismo y su descendiente, el arayismo, se proclaman los guardianes de los verdaderos valores socialdemócratas del liberacionismo y de los principios socialistas del partido, para sus detractores es una forma de fomentar el estatismo de la vieja izquierda.
Además pueden señalarse otras tendencias personalistas que han circulado junto a diversos precandidatos como ha sido el caso del "corralismo" alrededor de José Miguel Corrales y el "alvarismo" al lado de Antonio Álvarez Desanti, entre otros.

## Demografía electoral
A diferencia de otros partidos que extraen la mayoría de sus apoyos en ciertas clases sociales, por ejemplo el Partido Acción Ciudadana de la clase media y alta, el Frente Amplio de la clase media y baja y el Movimiento Libetario de la clase alta, el PLN es señalado por estudios del Estado de la Nación como el único partido que recibe un apoyo más o menos homogéneo entre todos los estratos socioeconómicos por igual. Su fortaleza territorial se concentra en las provincias costeras Guanacaste, Puntarenas y Limón, aunque esto es un fenómeno reciente pues previamente era fuerte en el Valle Central y las provincias urbanas como San José, Heredia y Alajuela, lo cual cambió tras el quiebre del bipartidismo. La provincia de Cartago ha sido uno de sus bastiones históricos desde la guerra del 48, aunque no ha ganado en ella en todas las elecciones.

## Relaciones Internacionales
El Partido Liberación Nacional es miembro de la Internacional Socialista de la cual llegaron a obtener una vicepresidencia Daniel Oduber Quirós, expresidente de Costa Rica y del PLN, Rolando Araya Monge y Bernal Jiménez Monge expresidente del PLN. También es miembro de la Conferencia Permanente de Partidos Políticos de América Latina, de la cual tuvo la presidencia con Rolando Araya Monge.

## Estructura

### Asamblea Nacional
El máximo órgano del partido es la Asamblea Nacional, a la cual le corresponde la dirección, integración y vigilancia de la organización del partido, esto mediante una asamblea de delegados realizada cada dos años, presidida por el presidente del partido, y que escoge además a los miembros del Comité Ejecutivo Superior Nacional, así como ratifica el nombramiento de los candidatos a la presidencia, vicepresidencias, diputados y cargos de elección interna, así como a los miembros del Tribunal de Elecciones Internas, el Tribunal de Ética y Disciplina y el Tribunal de Alzada.
Se encuentra integrado por los miembros de la Asamblea Plenaria, del tribunal, del Tribunal de Ética y Disciplina, de las Secretarías, del Tribunal de Elecciones Internas, del Comité Directivo de los Foros del partido, de las Comisiones de estudio de las Secretarías de Planes y Programas y Educación Política, de los Comités Nacionales de los Movimientos de las Mujeres, Juventud, cooperativo, Trabajadores Liberacionistas, fracción parlamentaria, tres delegados de los Comités Políticos Cantonales y veinticinco liberacionistas prominentes nombrados por el Directorio Político Nacional.

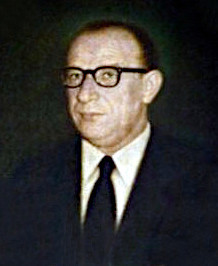
El expresidente y liberacionista Francisco Orlich fue el primer presidente del Comité Ejecutivo Nacional del Partido Liberación Nacional.

#### Comité Ejecutivo Nacional
El Comité Ejecutivo Superior Nacional es la dirección ejecutiva del partido. Está formada por  la presidencia, la secretaría general y la tesorería, elegidos por la Asamblea Nacional. Tras la Asamblea Nacional de diciembre del 2022, la composición del Comité Ejecutivo es la siguiente:
- Ricardo Sancho Chavarría, Presidente
- Ana Lucía Delgado Orozco, Vicepresidenta
- Miguel Guillén Salazar, Secretario General
- Annie Saborío Mora, Tesorera Nacional
- Steven Barrantes Núñez, Subsecretario General
- Dante Kim Jun, Subtesorero Nacional

#### Directorio Político Nacional
El Directorio Político Nacional es el órgano superior del partido en materia de acción política. Está formado por el Comité Ejecutivo Superior Nacional, excandidatos a la presidencia, cuatro miembros de los diferentes movimientos partidarios, el jefe de la fracción legislativa y otro diputado nombrados por la fracción cada año, y once dirigentes nombrados por la Asamblea Plenaria. Sus miembros son electos cada cuatro años, y entre sus tareas destaca la ejecución de las decisiones del Congreso Nacional y de la Asamblea Plenaria, ejercer la dirección operativa, evaluar la ruta del partido, expresar públicamente la posición del partido con respecto a acontecimientos nacionales e internacionales, aprobar el presupuesto del partido, el nombramiento de funcionarios remunerados, los secretarios de las distintas secretarías, acreditar representantes ante otras entidades nacionales o internacionales, entre otros.

#### Asambleas Cantonales, Provinciales y de Distrito
El Partido Liberación Nacional realiza diferentes asambleas en las 7 provincias del país, así como en los diferentes cantones y distritos de cada provincia. 

### Congreso Nacional
El máximo órgano en materia ideológica y programática del partido es el Congreso Nacional, una asamblea de diferentes delegados y representantes del partido que se encarga, mediante reuniones periódicas a las que asisten diferentes miembros del partido y son convocadas por el Directorio Político Nacional, de la revisión de su Carta Fundamental, así como de la evaluación de la ruta y situación del partido. 
Según su estatuto, en el Congreso participan representantes de distintas agrupaciones, sectores y estructuras del partido, que van desde los miembros de la Asamblea Plenaria y del Directorio Político Nacional partidario, miembros de los Tribunales de Ética y Disciplina, diputados ante la Asamblea Legislativa, alcaldes y miembros de los Concejos Municipales y Concejos Municipales de Distrito, representantes de las juventudes liberacionistas, representantes de diferentes sectores sociales, entre otros.

## Resultados Electorales

### Elecciones presidenciales
|  | 64.7 % |

|  | 42.8 % |

|  | 50.3 % |

|  | 49.0 % |

|  | 54.0 % |

|  | 43.4 % |

|  | 43.8 % |

|  | 58.8 % |

|  | 52.3 % |

|  | 41.1 % |

|  | 49.62 % |

|  | 44.4 % |

|  | 31.05 % |

|  | 42.05 % |

|  | 40.92 % |

|  | 46.91 % |

|  | 29.71 % |

|  | 22.74 % |

|  | 18.63 % |

|  | 27.28 % |

|  | 47.20 % |

### Elecciones legislativas
|  | 64.75 % |

|  | 41.68 % |

|  | 48.85 % |

|  | 48.93 % |

|  | 50.72 % |

|  | 40.88 % |

|  | 38.86 % |

|  | 55.15 % |

|  | 47.83 % |

|  | 41.88 % |

|  | 44.61 % |

|  | 34.83 % |

|  | 27.1 % |

|  | 36.54 % |

|  | 37.27 % |

|  | 25.71 % |

|  | 19.49 % |

|  | 24.82 % |

### Elecciones municipales
| Año  | Alcaldías |
| ---- | --------- |
| 2002 | 27/81     |
| 2006 | 59/81     |
| 2010 | 58/81     |
| 2016 | 50/81     |
| 2020 | 42/82     |
| 2024 | 29/84     |

## Líderes

### Presidentes de la República
| Nombre (Nacimiento-muerte) | Nombre (Nacimiento-muerte)              | Imagen            | Período en el cargo | Período en el cargo    |
| Nombre (Nacimiento-muerte) | Nombre (Nacimiento-muerte)              | Imagen            | Inicio              | Final                  |
| -------------------------- | --------------------------------------- | ----------------- | ------------------- | ---------------------- |
|                            | José María Figueres Ferrer (1906-1990)  |                   | 8 de mayo de 1948   | 7 de noviembre de 1949 |
| 8 de noviembre de 1953     | José María Figueres Ferrer (1906-1990)  | 8 de mayo de 1958 |                     |                        |
| 8 de mayo de 1970          | José María Figueres Ferrer (1906-1990)  | 8 de mayo de 1974 |                     |                        |
|                            | Francisco Orlich Bolmarcich (1907-1969) |                   | 8 de mayo de 1962   | 8 de mayo de 1966      |
|                            | Daniel Oduber Quirós (1921-1991)        |                   | 8 de mayo de 1974   | 8 de mayo de 1978      |
|                            | Luis Alberto Monge Álvarez (1925-2016)  |                   | 8 de mayo de 1982   | 8 de mayo de 1986      |
|                            | José María Figueres Olsen (1954-)       |                   | 8 de mayo de 1994   | 8 de mayo de 1998      |
|                            | Óscar Arias Sánchez (1940-)             |                   | 8 de mayo de 1986   | 8 de mayo de 1990      |
| 8 de mayo de 2006          | Óscar Arias Sánchez (1940-)             | 8 de mayo de 2010 |                     |                        |
|                            | Laura Chinchilla Miranda (1959-)        |                   | 8 de mayo de 2010   | 8 de mayo de 2014      |

### Presidentes del Comité Ejecutivo
| - Francisco José Orlich Bolmarcich (1952-1956) - María Teresa Obregón Zamora (1956-1957) - Rafael París Steffes (1957-1958) - José Figueres Ferrer (1958-1970) - Daniel Oduber Quirós (1970-1993) - Carlos Manuel Castillo (1993-1994) - Manuel Aguilar Bonilla (1994-1995) - Rolando Araya Monge (1995-1999) - Sonia Picado Sotela (1999-2001) - Mireya Hernández Faerrón (2001-2002) | - Ana Gabriela Ross (2002) - Marielos Sancho Barquero (2002-2003) (a.i.) - Francisco Antonio Pacheco Fernández (2003-2011) - Bernal Jiménez Monge (2011-2015) - José María Figueres Olsen (2015-2016) - Jorge Pattoni Sáenz (2016-2018) (a.i.) - Guillermo Constenla Umaña (2019-2020) - Kattia Rivera Soto (2020-2022) (a.i.) - Ricardo Sancho Chavarría (2022-) |

### Secretarios generales del Comité Ejecutivo
| - Gonzalo Solórzano González (1952-1956) - Daniel Oduber Quirós (1956-1958) - José Francisco Carballo Quirós (1958-1962) - Carlos Luis Jiménez Maffio (1962-1966) - José Francisco Carballo Quirós (1966-1967) - Luis Alberto Monge Álvarez (1967-1979) - Óscar Arias Sánchez (1979-1984) - Rolando Araya Monge (1984-1988) - Jorge Walter Coto Molina (1988-1996) - Rolando González Ulloa (1996-2002) - Luis Guillermo Solís Rivera (2002-2003) | - Carmen María Valverde Acosta (2003-2003) - Óscar Núñez Calvo (2003-2006) - María Lidia Sánchez Valverde (2006) - Óscar Núñez Calvo (2006-2007) - René Castro Salazar (2007-2008) - Ofelia Taitelbaum Yoselewich (2008) - Antonio Calderón Castro (2008-2014) - Fernando Zamora Castellanos (2014-2018) - Gustavo Viales Villegas (2018-2022) - Miguel Guillén Salazar (2022-) |

## Diputados
| N.º | Provincia  | Nombre                             |
| --- | ---------- | ---------------------------------- |
| 1   | San José   | Rodrigo Arias Sánchez              |
| 2   | San José   | Andrea Álvarez Marín               |
| 3   | San José   | Danny Vargas Serrano               |
| 4   | San José   | Carolina Delgado Ramírez           |
| 5   | Alajuela   | Dinorah Cristina Barquero Barquero |
| 6   | Alajuela   | José Joaquín Hernández Rojas       |
| 7   | Alajuela   | Monserrat Ruiz Guevara             |
| 8   | Cartago    | Paulina María Ramírez Portuguez    |
| 9   | Cartago    | Óscar Izquierdo Sandí              |
| 10  | Cartago    | Rosaura Méndez Gamboa              |
| 11  | Heredia    | Kattia Rivera Soto                 |
| 12  | Heredia    | Pedro Rojas Guzmán                 |
| 13  | Guanacaste | Luis Fernando Mendoza Jiménez      |
| 14  | Guanacaste | Alejandra Larios Trejos            |
| 15  | Puntarenas | José Francisco Nicolás Alvarado    |
| 16  | Puntarenas | Sonia Rojas Méndez                 |
| 17  | Limón      | Geison Enrique Valverde Méndez     |
| 18  | Limón      | Katherine Andrea Moreira Brown     |

## Intendentes
| Provincia  | Cantón    | Distrito      | Intendente                    |
| ---------- | --------- | ------------- | ----------------------------- |
| Alajuela   | San Ramón | Peñas Blancas | Eliecer Chacón Pérez          |
| Guanacaste | Abangares | Colorado      | María Wilman Acosta Gutiérrez |

## Eslóganes de campaña
| Elección               | Candidato                 | Título del eslogan                                    |
| ---------------------- | ------------------------- | ----------------------------------------------------- |
| Presidenciales de 1986 | Óscar Arias Sánchez       | Paz para mi Gente                                     |
| Presidenciales de 2006 | Óscar Arias Sánchez       | Sí Costa Rica                                         |
| Presidenciales de 2010 | Laura Chinchilla Miranda  | Firme y Honesta/Adelante                              |
| Presidenciales de 2014 | Johnny Araya Monge        | Contráteme / Fervor liberacionista                    |
| Municipales de 2016    | -                         | Vamos con la Costa Rica Verde                         |
| Presidenciales de 2018 | Antonio Álvarez Desanti   | El Momento es Ahora                                   |
| Municipales de 2020    | -                         | Si Liberación vuela alto, Costa Rica también          |
| Presidenciales de 2022 | José María Figueres Olsen | Costa Rica merece ganar / Volvamos a tener presidente |
|                        | Álvaro Ramos Chaves       | por definir                                           |